# Corrente (rivista)
Corrente fu una rivista fondata il 1º gennaio 1938 a Milano dal diciassettenne Ernesto Treccani, finanziato dal padre Giovanni, senatore e fondatore dell'Istituto Treccani.
Nata come giornaletto giovanile, Corrente si trasformò in breve tempo maturando la propria azione collettiva fino a diventare importante organo dell'intellettualità italiana antifascista.

## La rivista
Sorta con il nome Vita Giovanile, a cadenza mensile, la rivista è poi diventata Corrente di Vita Giovanile, con uscita quindicinale, per poi cambiare definitivamente il nome in Corrente nell'ottobre del 1938.
Corrente, diretta dallo stesso Ernesto Treccani, matura in breve tempo la propria azione collettiva diventando ben presto l'organo milanese-fiorentino dell'intelligenza italiana d'opposizione, e anche ovviamente del movimento artistico culturale omonimo, rappresentati da Raffaele De Grada, Giansiro Ferrata, Luciano Anceschi, Renato Birolli e dagli ermetici cosiddetti "puri" come Bo, Luzi e Bigongiari.
Mentre la situazione italiana precipita verso la guerra Corrente passa all'antifascismo, per influsso del filosofo Antonio Banfi, che dalle aule milanesi invita di continuo i giovani alla concretezza della realtà storica, e delle lezioni del gobettiano Edoardo Persico,  forte oppositore in arte del Novecento accademico protetto dal fascismo.

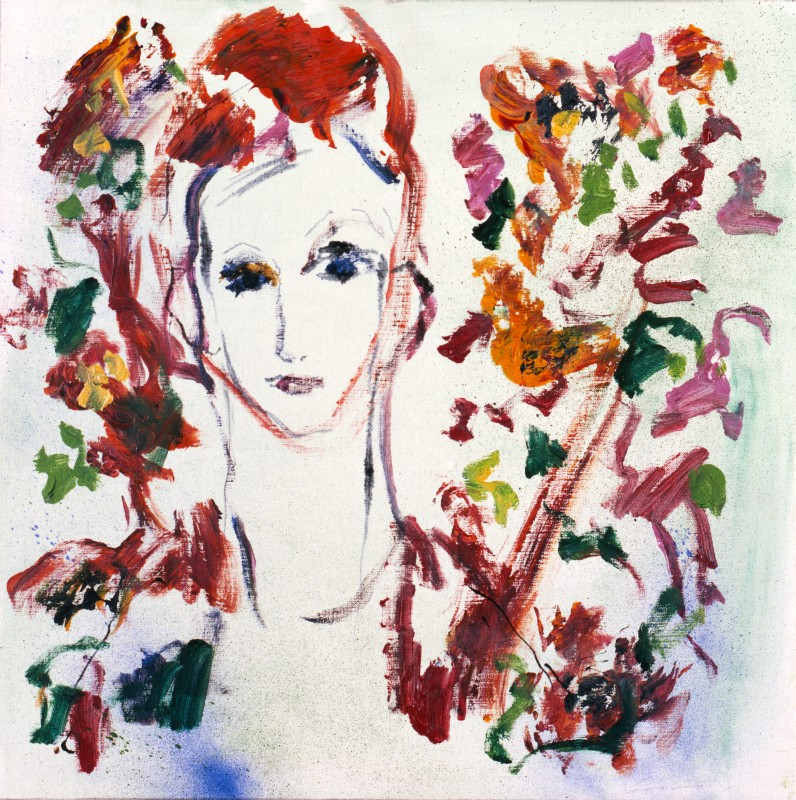
Ernesto Treccani
Ritratto, 1980-1990
Fondazione Cariplo

Nell'editoriale programmatico del 15 dicembre 1939, "Continuità", la rivista afferma la tendenza verso "un libero esame di quella realtà che si andava creando intorno a noi, realtà che noi dovevamo conquistare con le nostre forze per sentirla veramente nostra", tendenza verso un modo nuovo, banfiano e antifascista di intendere l'uomo e la vita, l'arte e la società, e professa lo stesso esercizio artistico che accomuni "tutti gli aspetti della realtà che stiamo vivendo come impegno umano nella storia e possibilità d'intervento sul reale".
La collaborazione di banfiani, fenomenologi milanesi ed ermetici fiorentini, tutti insieme per una cultura non asservita alla ragion di stato ma libera e non compromessa, porta Corrente ad approfondire le sue tematiche legate ai rapporti tra cultura e politica, arte e religione.
"Corrente"  porta le sue scelte tematiche ad approfondire i rapporti tra cultura e ideologia, tra arte e ideologia, combattendo con coerenza e forza contro la cultura asservita alla ragion di stato.
Alla soppressione della rivista con "sopruso poliziesco" del 10 giugno 1940 i giovani non si lasciano scoraggiare e senza disperdersi, mentre l'Italia entrava nella guerra mussoliniana, riescono a trovare nuove forme di informazione culturale e nelle Edizioni di Corrente pubblicano I lirici greci di Salvatore Quasimodo, I lirici spagnoli di Carlo Bo, Frontiera di Vittorio Sereni, Occhio quadrato di Alberto Lattuada e "L'ultima stazione" di Beniamino Joppolo.

## Il movimento artistico di Corrente
Sempre nel 1938 e nell'ambito del movimento creato da questa rivista, un gruppo di giovani pittori apre la Bottega di Corrente a Milano in Via della Spiga 9. La bottega promuove vari incontri ed ampi dibattiti dando spazio, essendo anche una galleria d'arte, a tutti quegli artisti che erano maturati nel periodo di pubblicazione della rivista, come Renato Birolli, Bruno Cassinari, Aligi Sassu, Renato Guttuso, Ennio Morlotti, Ernesto Treccani, Emilio Vedova, Giovanni Paganin, Arnaldo Badodi, Giuseppe Migneco.
Coscienti della gravità della situazione politica e della minaccia di eventi ancor più catastrofici, ribelli alla sempre più gravi offese recate alla dignità della persona umana e alla libertà della cultura, questi artisti reagiscono tanto al magniloquente conformismo di "Novecento" quanto alle problematiche puramente formali degli astrattisti, per affermare un'arte densa di contenuti umani e seriamente impegnata sul piano morale e civile, che li porterà ad un'aperta opposizione al regime fascista.
Pertanto, il gruppo di Corrente, pur cogliendo spunti dalle precedenti esperienze maturate nella cerchia di Edoardo Persico, si orientò decisamente verso tematiche e forme del linguaggio espressionista, con riferimento anche ai pittori della Scuola di via Cavour (conosciuta anche come Scuola romana), ma soprattutto ai grandi modelli della cultura europea, da Van Gogh a Ensor ai "Fauves", dai "Nabis" a "Die Brücke" a Soutine e a Picasso. 
Dopo due importanti mostre  nel marzo e nel dicembre 1939 alla Permanente, che vedono la partecipazione di artisti quali Carlo Carrà, Renato Birolli, Raffaele De Grada e Giacomo Manzù, si organizzarono dibattiti, incontri e "prime" di quegli artisti maturati nel periodo di vita della rivista, come Renato Birolli, Giuseppe Migneco, Bruno Cassinari, Renato Guttuso, Ernesto Treccani, Aligi Sassu, Giovanni Paganin, Ennio Morlotti, Mario Mafai, Lucio Fontana, Fausto Pirandello, la cui opera trova tuttavia più ampio sviluppo e più precisa collocazione nel quadro delle esperienze maturate nel rinnovato clima culturale del dopoguerra.
Nel 1945, dopo la Liberazione, il movimento raggruppato attorno a Corrente fu promotore del Fronte nuovo delle arti ed una parte di esso confluì attorno alla rivista Realismo.